# 戈貝諾湖
53°13′28.69673″N 12°54′58.74115″E / 53.2246379806°N 12.9163169861°E

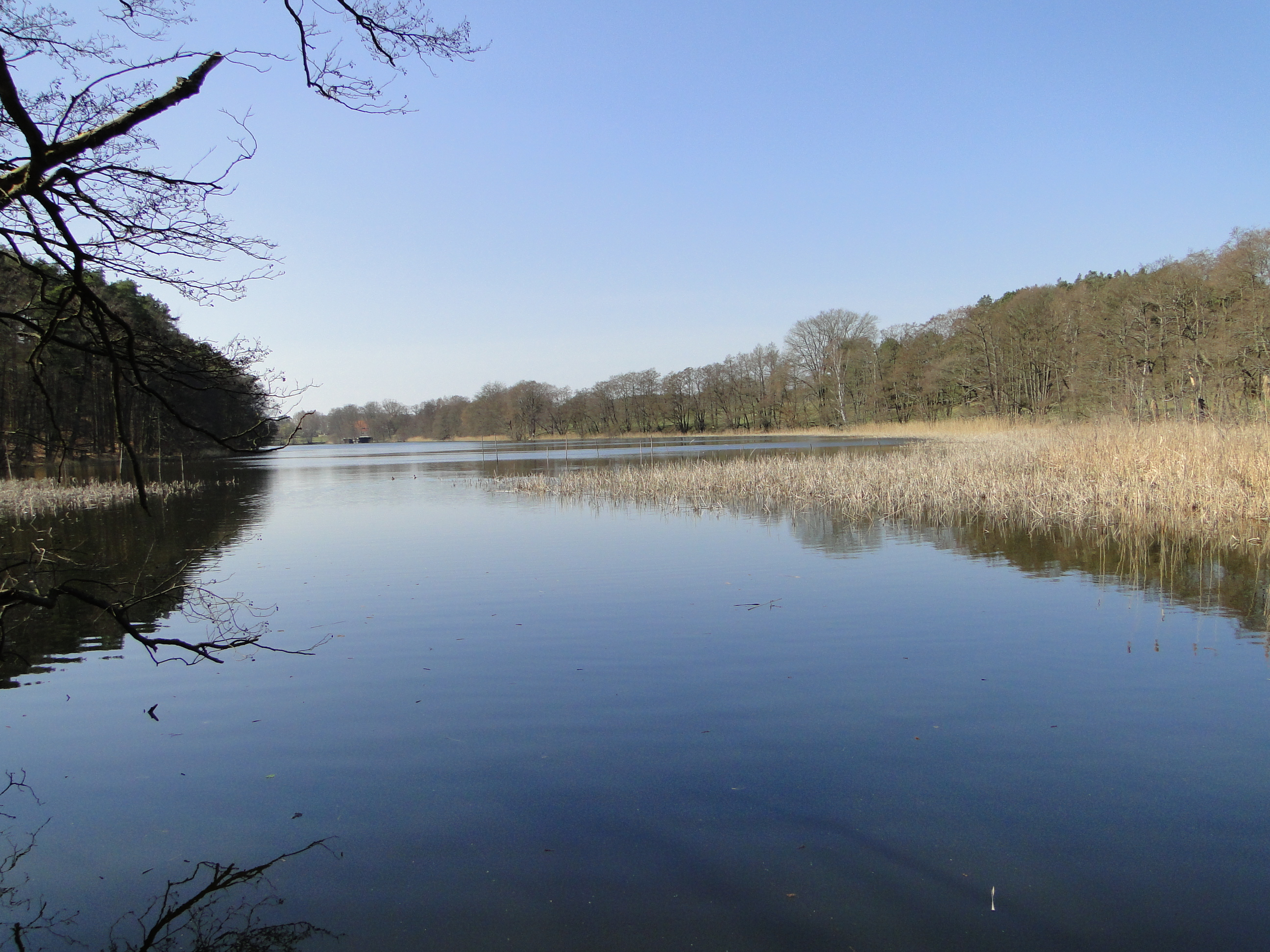

戈貝諾湖（德語：Gobenowsee），是德國的湖泊，位於該國東北部，由梅克倫堡-前波美拉尼亞州負責管轄，處於梅克倫堡湖區縣，長3.5公里、寬1.2公里，面積1.35平方公里，海拔高度58米。